# 木村亮俊
木村 亮俊（きむら あきとし、1月8日—）是日本的男性前配音員。岩手縣出生。2007年至2013年隸屬I'm Enterprise，2013年12月27日退社同時從業界引退。

## 繼任
在木村引退後，配音員接任作品如下：
- 淺沼晉太郎 - 『K』（出羽將臣、弁財酉次郎）

## 出演作品

### 電視動畫
2008年
- 銀魂（牛郎）#111

2010年
- 侵略！花枝娘（客）

2011年
- 魔乳秘劍帖（村人C）

2012年
- K（弁財酉次郎、新聞部部長、出羽將臣）

### OVA
2012年
- 堀與宮村（敵魔人）

### 遊戲
- 超次元戰記 戰機少女
- Myself ; Yourself

### 外國片配音
- 大統領暗殺（マースリ）

## 來源
1. ↑  . I'm Enterprise. （原始内容存档于2015-01-10） （日语）.

## 外部連結
- 公式profile（日語）